# Chitaura bivittata
Chitaura bivittata är en insektsart som beskrevs av Willy Adolf Theodor Ramme 1941. Chitaura bivittata ingår i släktet Chitaura och familjen gräshoppor. Inga underarter finns listade i Catalogue of Life.